# ギャラクシーファイト ユニバーサル・ウォーリアーズ
『ギャラクシーファイト ユニバーサル・ウォーリアーズ』 (GALAXY FIGHT -UNIVERSAL・WARRIORS-)  は、サンソフトことサン電子が開発し、1995年1月24日にSNKより発売開始されたアーケード用2D対戦型格闘ゲーム。
伝説の神とは異なり現れた悪魔「フェルデン・クライス」を倒して世界を救出する事を目的に、8人の戦士が闘う内容となっている。キャラクター間の距離によってサイズが拡大縮小する事や、SFタッチの世界観が特徴。ディレクターおよびプログラムはゲームボーイ用ソフト『トリップワールド』（1992年）を手掛けた植田祐一、音楽は後にアーケードゲーム『わくわく7』（1996年）を手掛けた洗川真人が担当している。
同年にネオジオおよびネオジオCD、セガサターンに移植され、1996年にはPlayStationに移植された。PlayStation版は2007年にゲームアーカイブスにて配信され、ネオジオ版は2010年にWiiのバーチャルコンソール対応ソフトとして、2012年にプロジェクトEGG対応ソフトとして配信された。アーケード版は2017年にPlayStation 4およびXbox One、Nintendo SwitchにてアケアカNEOGEOにて配信された。
アーケード版はゲーム誌『ゲーメスト』の企画「第9回ゲーメスト大賞」においてベスト対戦格闘賞10位を獲得した。

## ゲーム内容
サブタイトルに「ユニバーサル・ウォーリアーズ」とあるようにSFタッチの世界観でスピード感溢れる戦いが繰り広げられる。
闘うキャラクターの距離によって、キャラクターと背景のサイズが3段階に拡大縮小する。間合いが近いほど、大きなサイズになるゲーム性となっている。
8方向レバーと4ボタンで操作。ボタンはそれぞれ弱攻撃、中攻撃、強攻撃、挑発となっている。ステージの画面端がないのが特徴。また、特殊ゲージも無いため、比較的シンプルな構成となっている。

## ストーリー
銀河系各地に存在する太古の書物には、1000年に一度神が現れると記されており伝説となっていた。宇宙歴××年に銀河系のデニアス恒星系が1000年を迎えたが、現れたのは伝説の神ではなく暗黒を支配する悪魔「フェルデン・クライス」であった。異次元より現われた彼は、人々の心の暗黒面を操って世界を崩壊へと導く。「フェルデン・クライス」は圧倒的な力で世界を掌握し、人々に混乱と絶望もたらした。人々は抗う術を知らず、その災いを受け入れるしかない状態であった。その最中で、8人の戦士はそれぞれの思いを胸に戦いに身を投じるのであった。

## 登場キャラクター

### プレイヤーキャラクター
ロルフ （Rolf）
声 - 太十郎
年齢：25歳 / 性別：男 / 身長：180.5cm / 体重：87kg
本作の主人公。「銀星の英雄」と呼ばれる4人の内の唯一の生き残りである冒険家。キャロン、バーニィ、テツヤ、ロルフであったが他の3人はフェルデンクライスによって死亡した。ブースターを装備したスーツを身にまとい、それらを駆使した攻撃を得意とする。
カズマ （Kazuma）
声 - 堀田和則
年齢：25歳 / 性別：男 / 身長：180cm / 体重：81kg
忍者の風体をした武術家。普段は無口で物静かな青年。父を殺した男を越えるべく、強い者と戦うためにロルフと同行している。彼が着用している特殊なスーツは、ロルフが着けているものと同じ基準構造になっており腕部ユニットに刀が内蔵されている。
ジュリ （Juri）
声 - 加藤千秋
年齢：23歳 / 性別：女 / 身長：165cm / 体重：49kg
卓越した強さを持つ女宇宙海賊。過去に過酷な出来事を何度も乗り越えている。彼女が着ている露出が大きいスーツは、体のまわりに磁場を発生させて相手の攻撃を限りなく0に近い形で無効化する。逆に磁場を反転することで技の威力、速さを何倍にも増幅させることができる構造になっている。すべて足による攻撃技で、持ち前の素早さを活かした連続攻撃を得意とする。
ルーミ （Roomi）
声 - 石黒志伸
年齢：8歳 (16歳) / 性別：女 / 身長：160cm / 体重：52kg
ルーテシア星出身の女性。とにかく有名になることが目標。そのためか、彼女の場合歌付きのBGMが用意されている。シリアスなキャラクターで構成されている本作では、少々コミカルな設定のキャラクター。ルーミ達の一族は必ず双子で生まれ、平均寿命は人間の半分ほど。外観は人間と同じ体つきに見えるが、脚は犬や猫の後ろ足のような構造である。故郷の星は重力が高く、並はずれた瞬発力と勘をもち、素早い動きで相手を惑わす。
ギュンター （Gunter）
年齢：不明 / 性別：男 / 身長：240cm / 体重：283kg
修行と闘いを常とする恐竜型獣人の戦士。修行に熱中し、妻と行き違いの末に離別となる。平和が続き、彼は村の皆から敬遠され、族長から追い出そうとされる。占い師の予言により、敵の侵攻を知ったギュンターは種族を守ることと自己鍛錬をかねて、「大いなる敵」を討つ旅に出る。
アルバン （Alvan）
年齢：93歳 (12歳) / 性別：男 / 身長：153cm / 体重：46kg
ローザリス星の王子。1000年前に滅びた母星の環境を元に戻すため、フェルデンを倒しに行く。魔法紅石の力で現代まで生き延びたため、幼く見えるが、93歳と長寿である。闘志をもつと額に角が表われるのが一族の象徴。生物が生きるには難しい星となったローザリスを救うため、得意の魔法攻撃でフェルデンに挑む。
ムサファー （Musavar）
年齢：不明 / 性別：不明 / 身長：220cm / 体重：560kg
軍国帝国が作り出した戦闘情報収集用格闘型ロボット兵器。機械製CPUではなく人間の脳を使用しているが、その記憶は無くしている。バイオブレインとして強力な戦闘データを収集するために強者を捜して闘いを続けている。
ゴールデン・ドーン （G.Done）
声 - John E Gibson
年齢：1000歳 / 性別：男 / 身長：189.3cm / 体重：58kg
プレイヤーキャラクターの中では1000年を生きる最年長のキャラクター。事故によって記憶を失い、自分が何者なのかを知らずに生きてきた。自らを呼ぶ声の主を探すために戦いに参加する。フェルデンの体の一部を使って生まれたクローンであるが、それらに関する記憶が無い。それ故に外観は普通の男に見えるが、内部は泥人形のような構造である。フェルデンが滅びると砂のように崩れていく運命にある。

### ボスキャラクター
ヤコプ （Yacopu）
声 - 石黒志伸
年齢：2才と6ヶ月 / 性別：オス / 身長：60cm (自由に変えることができる) / 体重：55kg (自由に変えることができる)
ウサギのようなキャラクター。デニアス恒星系の中で、最も早くフェルデンが現われる場所、ルーテシアの聖地。ヤコプはその聖地を守る小型の生物。愛らしい風体であるが、あらゆる生き物(2P色も含む)に変身する能力を持つ。その力はモデルとなったものよりも強い。フェルデンの波動を感じ、狂暴化している。ボス戦の直前に登場する。
ゲームボーイのアクションゲーム『トリップワールド』の主人公であり、本作ではフェルデンの波動で凶暴化したという設定で中ボスに抜擢されている。
変身前の状態では投げ技を持たず、また、投げられることもない。
フェルデン （Felden）
声 - 太十郎
本作のラストボス。宇宙のあらゆるものを滅ぼす力を持つ。ロルフ以外の「銀星の英雄」の3人を死なせ、ローザリス星を1000年前に滅ぼした張本人でもある。
ローウェ （Rouwe）
声 - 青木伸介
年齢：不明 / 性別：男 / 身長：146cm / 体重：62kg
フェルデンを倒したときに、一定条件を満たしていれば出現する隠れキャラクター。とてつもない力を持つ格闘家。その存在は伝説とも言われている。既に死んだと思われていたが再びロルフたちの前に現れる。
ボーナスくん （Bonus）
年齢：不明 / 性別：男 / 身長：160.5cm / 体重：70kg
４人目のステージをクリアすると登場するキャラクター。真の格闘家を目指し、強者と戦うために様々な星を巡っている。ローウェ愛用のサンドバッグに魂が宿ったもの。ガードができないため弱く、まさにボーナスゲーム専用のキャラクター。頭部に巻いている赤い鉢巻はある伝説の格闘家からもらったものだという。『わくわく7』では、強くなって再登場する。

## 移植版
| No. | タイトル                                                    | 発売日                            | 対応機種                           | 開発元         | 発売元                     | メディア                              | 型式                       | 備考                | 出典              |
| --- | ----------------------------------------------------------- | --------------------------------- | ---------------------------------- | -------------- | -------------------------- | ------------------------------------- | -------------------------- | ------------------- | ----------------- |
| 1   | ギャラクシーファイト ユニバーサル・ウォーリアーズ           | 1995年2月25日                     | ネオジオ                           | サンソフト     | サンソフト                 | ロムカセット                          | -                          |                     |                   |
| 2   | ギャラクシーファイト ユニバーサル・ウォーリアーズ           | 1995年4月21日                     | ネオジオCD                         | サンソフト     | サンソフト                 | CD-ROM                                | NGCD-078                   |                     |                   |
| 3   | ギャラクシーファイト ユニバーサル・ウォーリアーズ           | 1995年11月2日 1995年 1996年7月3日 | セガサターン                       | サンタクロース | サンソフト                 | CD-ROM                                | T-1510G T-1504H-50 T-1504H |                     |                   |
| 4   | ギャラクシーファイト ユニバーサル・ウォーリアーズ           | 1996年4月30日 1996年5月3日        | PlayStation                        | サンソフト     | サンソフト                 | CD-ROM                                | SLPS-00138                 |                     |                   |
| 5   | ギャラクシーファイト ユニバーサル・ウォーリアーズ           | 2007年3月29日 2010年12月14日      | PlayStation 3 PlayStation Portable | サンソフト     | サンソフト MonkeyPaw Games | ダウンロード （ゲームアーカイブス）   | -                          | PlayStation版の移植 | [ 6 ] [ 7 ] [ 8 ] |
| 6   | NEOGEO オンラインコレクション Vol.11 サンソフトコレクション | 2008年6月26日                     | PlayStation 2                      | SNKプレイモア  | SNKプレイモア              | DVD-ROM                               | SLPS-25849                 | ネオジオ版の移植    |                   |
| 7   | ギャラクシーファイト ユニバーサル・ウォーリアーズ           | 2010年3月23日                     | Wii                                | サンソフト     | D4エンタープライズ         | ダウンロード （バーチャルコンソール） | -                          | ネオジオ版の移植    | [ 9 ]             |
| 8   | ギャラクシーファイト ユニバーサル・ウォーリアーズ           | 2012年9月4日                      | Windows                            | サンソフト     | サンソフト                 | ダウンロード （プロジェクトEGG）      | -                          | ネオジオ版の移植    | [ 10 ]            |
| 9   | ギャラクシーファイト ユニバーサル・ウォーリアーズ           | 2012年8月29日                     | PlayStation Vita                   | サンソフト     | MonkeyPaw Games            | ダウンロード                          | -                          | PlayStation版の移植 |                   |
| 10  | ギャラクシーファイト ユニバーサル・ウォーリアーズ           | INT 2017年4月6日                  | PlayStation 4 Xbox One             | ハムスター     | ハムスター                 | ダウンロード （アケアカNEOGEO）       | -                          | アーケード版の移植  | [ 11 ]            |
| 11  | ギャラクシーファイト ユニバーサル・ウォーリアーズ           | 2017年5月18日                     | Nintendo Switch                    | ハムスター     | ハムスター                 | ダウンロード （アケアカNEOGEO）       | -                          | アーケード版の移植  | [ 12 ] [ 13 ]     |

セガサターン版ではムサファーミサイルを連射可能であったり、右から左へダッシュした場合、ノーモーションで急停止できたりするなど、ネオジオ版とゲーム性、ゲームバランスが大きく異なる。
なお、ネオジオCD版とセガサターン版はBGMが多少アレンジされている。
ボスキャラクターは条件を満たすと、セガサターン版ではVSモード限定で、PlayStation版では全てのモードで使用できる。その他の機種では使用できない。

## スタッフ
- プログラマー：植田祐一、いなばしげたか
- グラフィック・デザイナー：なりたとしひこ、MURAKITI、まついあつき、喜多綱毅、かじかわまさし、まえだやすひで、すずきのぶひで、鈴木のぶひで、わたべかずひろ、小山英二、國末竜一、合谷武、福田大輔
- ツール・プログラマー：ふじいひろかつ
- サウンド・プログラマー：二井和男、うらたのりあき
- 音楽：洗川真人、佐々木隆行
- ミュージシャン：こじめじゅん、洗川真人
- 音楽コーディネーター：見廣篤、よごしょうじ
- スペシャル・サンクス：浅田明弘、つかもとたかかず、うめむらかずよ、坂口直美、いとうひろし、ますこめぐみ、SNKスタッフ
- ディレクター：植田祐一

## 評価
| 項目 | キャラクタ | 音楽 | お買得度 | 操作性 | 熱中度 | オリジナリティ | 総合 |
| SS版 | 3.6        | 3.4  | 3.5      | 3.3    | 3.2    | 3.1            | 20.0 |
| PS版 | 3.5        | 3.5  | 2.9      | 3.3    | 2.8    | 3.1            | 19.1 |

アーケード版はゲーム誌『ゲーメスト』の企画「第9回ゲーメスト大賞」（1995年度）において、読者投票によりベスト対戦格闘賞10位、年間ヒットゲーム38位を獲得した。
移植版の評価として、ゲーム誌『ファミ通』の「クロスレビュー」ではセガサターン版が7・5・6・5の合計23点（満40点）、PlayStation版が合計21点（満40点）とどちらも標準的な評価となった。
徳間書店のゲーム誌における読者投票による「ゲーム通信簿」での評価は右記の通り、セガサターン版は『SATURN FAN』において合計20.0点（満30点）とやや高評価となったが、PlayStation版は『PlayStation Magazine』において合計19.1点（満30点）と標準的な評価となった。